# Cundrovec
Cundrovec je naselje v Občini Brežice.

## Prebivalstvo
Etnična sestava 1991:
- Slovenci: 118 (94,4 %)
- Jugoslovani: 2 (1,6 %)
- Madžari
- Neznano: 4 (3,2 %)